# David ben Naphtali Fränkel
David ben Naphtali Fränkel, anche David Hirschel Fränkel, in ebraico דוד בן נפתלי הירש פרנקל‎? (Berlino, 1704 – 4 aprile 1762), è stato un rabbino talmudista tedesco, commentatore del Talmud di Gerusalemme (Yerushalmi).

## Biografia
Nato a Berlino, per un periodo fu rabbino della comunità ebraica di Dessau. Divenne Rabbino capo di Berlino nel 1742. Come insegnante, Fränkel esercitò una profonda influenza su Moses Mendelssohn, che lo seguì nella capitale prussiana. Fu Fränkel che introdusse Mendelssohn al Moreh Nevukhim (La guida dei perplessi) di Maimonide e lo assistette, procurandogli un alloggio a pensione presso l'abitazione del rabbino locale Hayyim Bamberger. Suo nipote fu il rinomato banchiere e filantropo Jonah Frankel.
Come talmudista, Frankel fu tra i primi a dedicarsi allo studio e commento del Talmud gerosolimitano, che fino ad allora era stato alquanto trascurato.

## Opere
Diede un grande impeto allo studio dello Yerushalmi con la sua opera, Il Sacrificio Comunitario, commentario in tre parti (parte I, sull'Ordine Mo'ed, Dessau, 1743; parte II, sul Nashim, Berlino, 1757; parte III, sul Nezikin, Berlino, 1760). Le sue annotazioni aggiuntive sul Talmud gerosolimitano e su Maimonide furono pubblicate, insieme a scritti precedenti, col titolo Shirei Korban (Dessau, 1743). Durante i disordini della Guerra dei sette anni, riuscì a produrre il suo sermone: "Eine Danck-Predigt wegen des wichtigen und wundervollen Siegs : welchen Sr. Königl. Maj. in Preussen am 5ten December, 1757, über die, der Anzahl nach ihm weit überlegene, gesamte oesterreichische Armee in Schlesien, preisswürdig erfochten. Gehalten am Sabbath den 10ten desselben Monats in der Juden Schule zu Berlin, von David Hirschel Fränckel, Ober Rabbi" ["Sermone di ringraziamento per l'importante e strabiliante vittoria conseguita il 5 dicembre 1757 dal glorioso Re di Prussia sulle forze unite e di gran lunga superiori degli austriaci di Silesia. Pronunciato nello Shabbat del giorno 10 di detto mese, alla Sinagoga degli Ebrei di Berlino, da David Hirschel Franckel, Gran Rabbino"].